# Boston Society of Film Critics Awards 2013

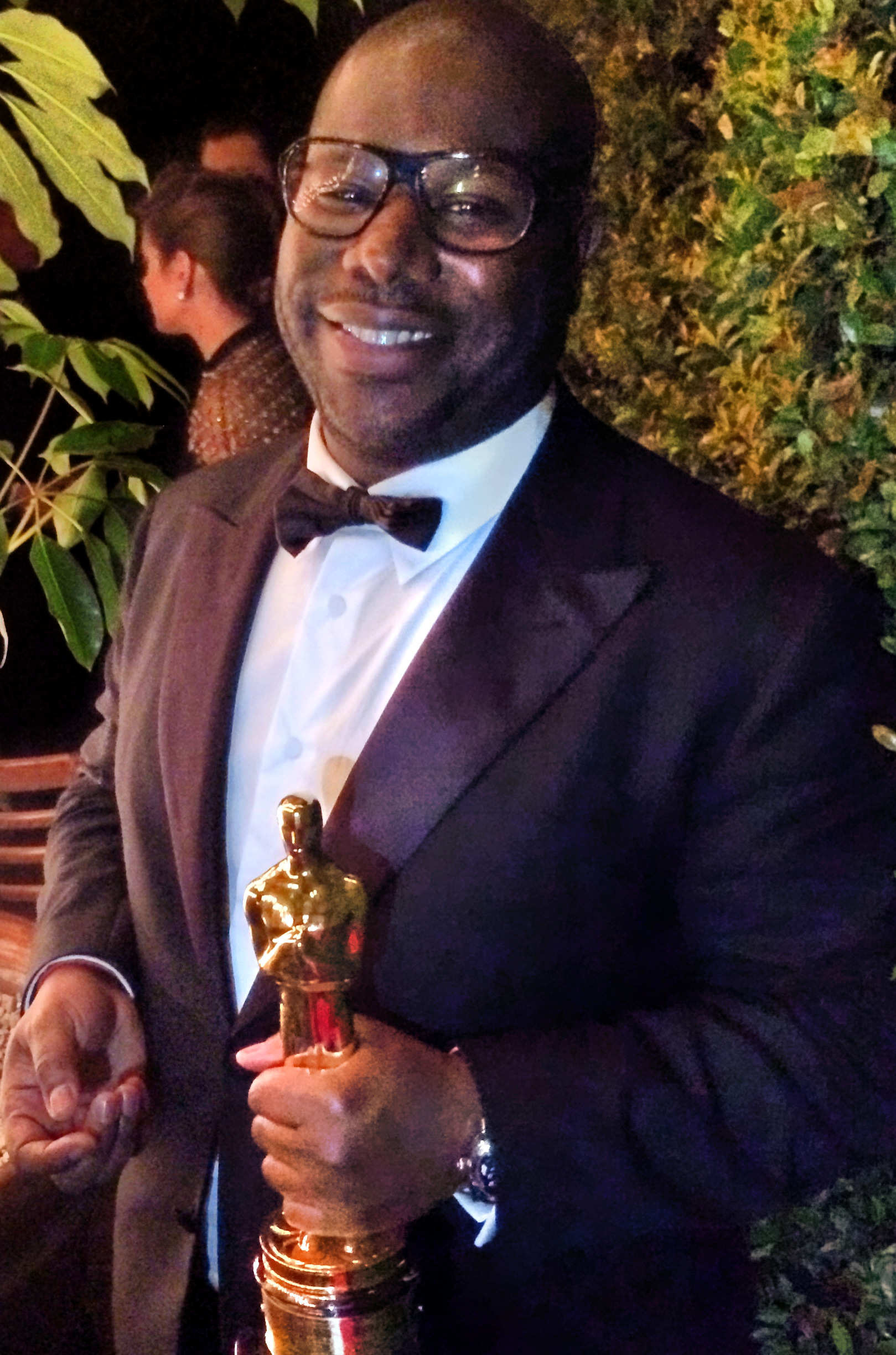
Steve McQueen, vítěz v kategorii nejlepší režisér

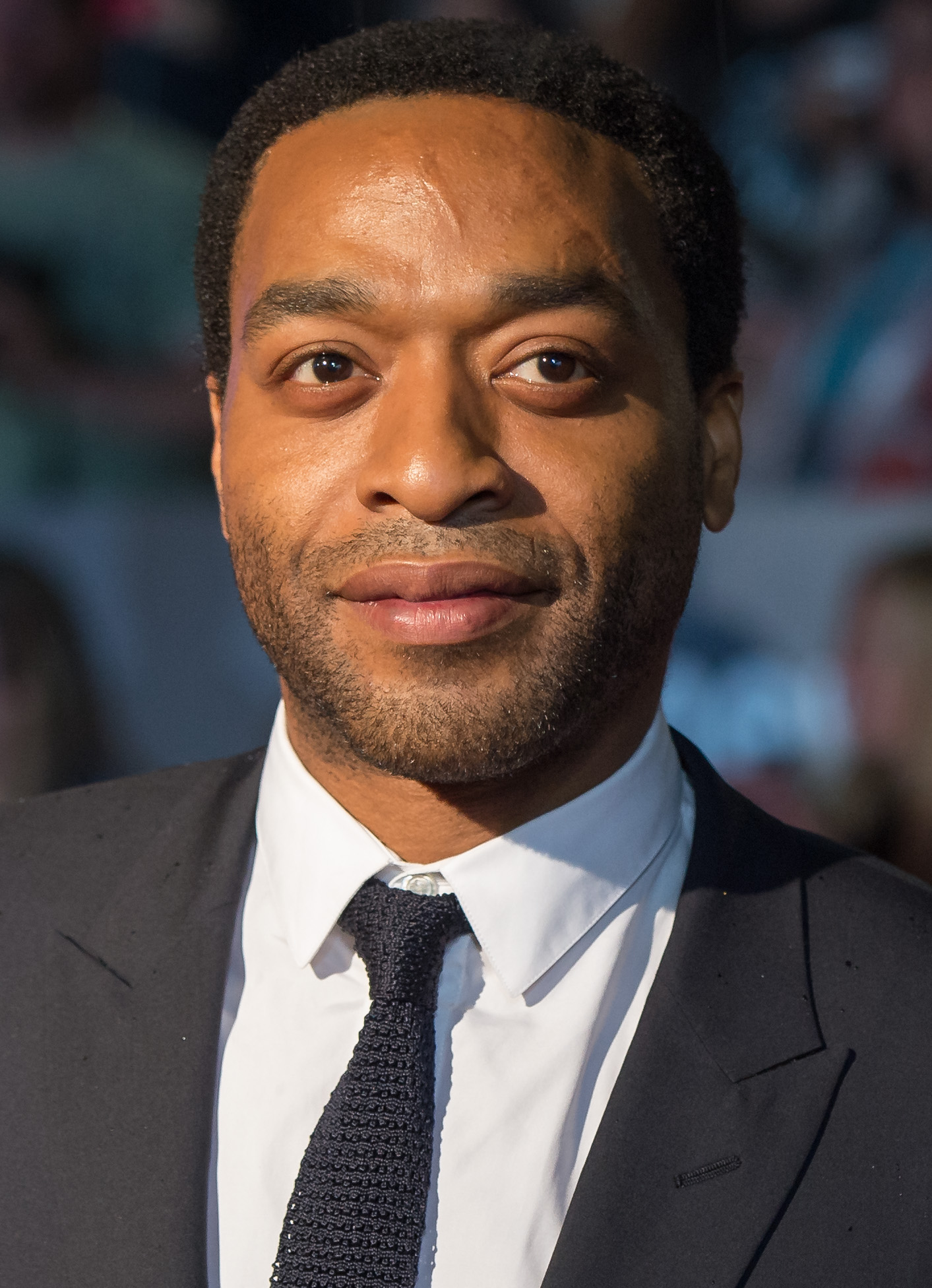
Chiwetel Ejiofor, vítěz v kategorii nejlepší mužský herecký výkon v hlavní roli

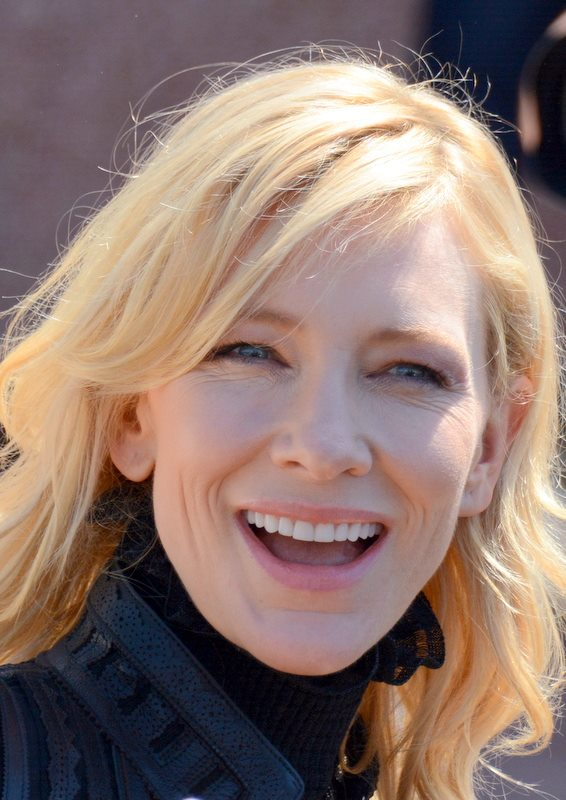
Cate Blanchett, vítězka v kategorii nejlepší ženský herecký výkon v hlavní roli

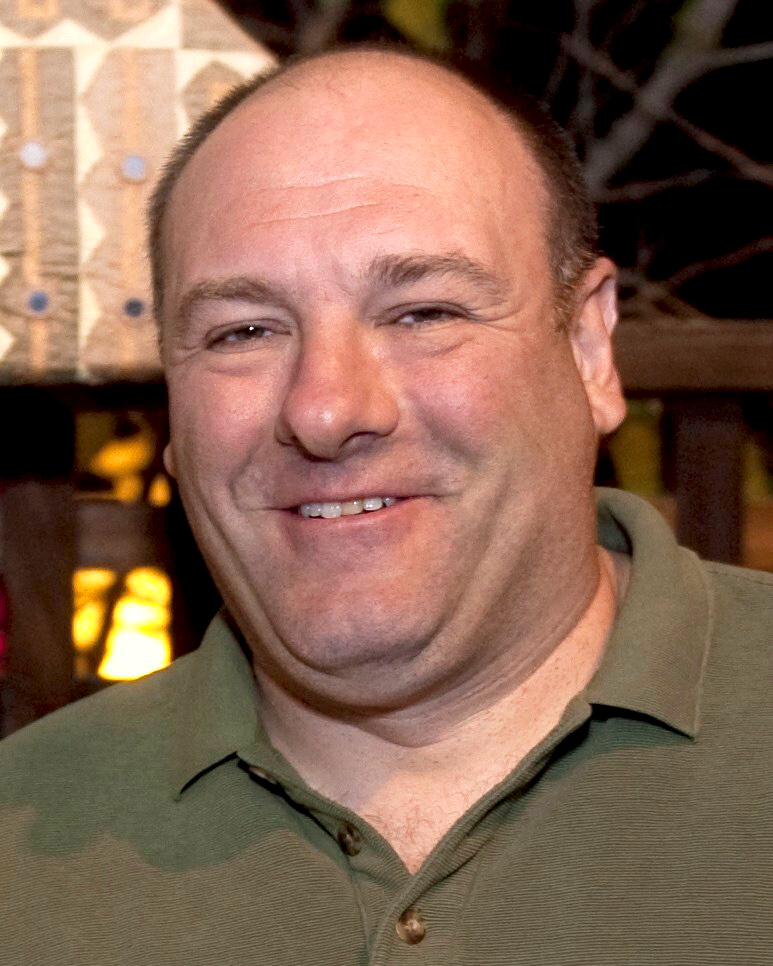
James Gandolfini, vítěz v kategorii nejlepší mužský herecký výkon ve vedlejší roli

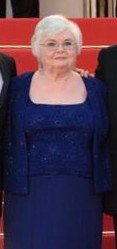
June Squibb, vítězka v kategorii nejlepší ženský herecký výkon v hlavní roli

34. ročník předávání cen asociace Boston Society of Film Critics Awards se konal 8. prosince 2013.

## Vítězové
- Nejlepší film
  1. 12 let v řetězech
  2. Vlk z Wall Street
- Nejlepší režisér
  1. Steve McQueen – 12 let v řetězech
  2. Martin Scorsese – Vlk z Wall Street
- Nejlepší scénář
  1. Nicole Holofcener – A dost!
  2. Terence Winter – Vlk z Wall Street
- Nejlepší herec v hlavní roli
  1. Chiwetel Ejiofor – 12 let v řetězech
  2. Leonardo DiCaprio – Vlk z Wall Street
- Nejlepší herečka v hlavní roli
  1. Cate Blanchett – Jasmíniny slzy
  2. Brie Larson – Dočasný domov
- Nejlepší herec ve vedlejší roli
  1. James Gandolfini –  A dost!
  2. Barkhad Abdi – Kapitán Phillips a Jared Leto – Klub poslední naděje
- Nejlepší herečka ve vedlejší roli
  1. June Squibb – Nebraska
  2. Lupita Nyong'o – 12 let v řetězech
- Nejlepší obsazení
  1. Nebraska
  2. Vlk z Wall Street
- Nejlepší dokument
  1. Způsob zabíjení
  2. Černý zabiják
- Nejlepší cizojazyčný film
  1. Wadjda
  2. Život Adèle
- Nejlepší animovaný film
  1. Zvedá se vítr
  2. Ledové království
- Nejlepší kamera
  1. Emmanuel Lubezki – Gravitace
  2. Philippe Le Sourd – Velmistr
- Nejlepší střih
  1. Andrew Weisblum – Černá labuť
  2. Lee Smith – Počátek
- Nejlepší použití hudby
  1. V nitru Llewyna Davise
  2. Nebraska
- Nejlepší nový filmař
  1. Ryan Coogler – Fruitvale
  2. Joshua Oppenheimer – Způsob zabíjení